# Anarkismo.net
Anarkismo.net은 국제적 차원의 아나르코공산주의, 정강주의 계열 뉴스 웹사이트이자, 동시에 이 뉴스 웹사이트 운영 주체(조직)의 이름이다.
뉴스 사이트 서비스는 2005년 5월 1일 노동절에 열렸으며 2016년 현재 계속 운영되고 있다. Oscailt 기반의 홈페이지로 개설되어있다. 개설 목적이 국제적인 아나키즘 운동 내에서 의사 소통, 토론, 논쟁을 촉진하고자 하는 것으로 영어, 스페인어, 프랑스어, 그리스어, 독일어, 카탈루냐어, 포르투갈어, 러시아어, 이탈리아어, 폴란드어를 비롯한 다수의 언어를 지원하고 있다.
세계 각국의 아나키스트 조직을 대표 집단으로 하여 운영, 관리된다. 프랑스의 아나르코공산주의 계열 정치 결사 알테르나티브 리베르테르 등이 참여하고 있다. 대한민국의 아나키스트 조직은 공식적으로 참여하고 있지 않다.